# George William Lefevre
George William Lefevre  M.D. (doctor en Medicina) (1798–1846) fue un médico y un escritor de viajes inglés.

## Biografía
Nació en Berkhampstead, Hertfordshire. Después de estar como aprendiz de un practicante local de mecidina en Shropshire, estudió medicina en la Universidad de Edimburgo y en el hospital Guy's and St. Thomas's en Londres, y se graduó como doctor en Medicina en la universidad de Aberdeen el 4 de agosto de 1819. Era vulnerable a las enfermedades pulmonares y, aconsejado por Pelham Warren, decidió irse al extranjero. Después de varios intentos en vano por obtener cita en la India fue a Pau con un paciente, Thomas Douglas, el quinto conde de Selkirk, que murió allí de tisis.
Lefevre volvió entonces a Inglaterra e intentó meterse en prácticas. Fue admitido como licenciado del Instituto de médicos de Londres (the College of Physicians of London el 1 de abril de 1822. Falló en la candidatura para ser médico de dispensario y decidió viajar de nuevo al extranjero, y, bajo la influencia de  Benjamin Travers, se convirtió en el médico de un noble polaco, con el que viajó nueve años, cinco en Francia y el resto en Austria, Polonia y Rusia. Finalmente dejó el puesto en Odesa y fue a San Petersburgo, donde comenzó en la práctica privada, y se convirtió en médico de la Embajada británica. En 1831 fue nombrado al cargo de un distrito durante la epidemia del cólera.
En 1832 Lefevre estuvo en Inglaterra por un corto período de tiempo, pero volvió a Rusia, y se le nombró caballero por patente al poco tiempo como recompensa por sus servicios a la embajada. Se instaló en Londres en 1842 y fue admitido como miembro del Instituto de médicos el 30 de septiembre. Residió en Brook Street, Grosvenor Square y en 1845 impartió las lecciones de Lumlelia (the Lumleian lectures) en el Instituto de médicos. Padeció de depresión y se quitó la vida el 12 de febrero de 1846 tragando ácido prúsico en la casa de su amigo el Dr. Nathaniel Grant en Thayer Street, Manchester Square.

## Obras
Lefevre publicó, en Londres, Observations on the Nature and Treatment of the Cholera Morbus now prevailing epidemically in St. Petersburg . La experiencia le llevó a oponerse al uso indiscriminado de calomelano y opio en el tratamiento del cólera, a favorecer el uso de laxantes y a evitar el uso de astringentes. En 1843 publicó The Life of a Travelling Physician  en tres volúmenes. Es un informe de sus viajes y es mayormente conocido por su descripción de la vida social en Polonia y la fábrica inglesa de San Petersburgo. Fue publicado sin su nombre pero reconocido más tarde. En el mismo año publicó Advantages of Thermal Comfort  (una edición ampliada en 1844). Es un pequeño tratado sobre la temperatura de las habitaciones, la ropa y el hacer las camas, sugerida por su experiencia de un clima severo en Rusia. En 1844 publicó An Apology for the Nerves, or their Influence and Importance in Health and Disease , una colección de notas médicas que incluye una sobre la plica polaca.